# Station Charlbury
Charlbury is een spoorwegstation van National Rail in Charlbury, West Oxfordshire in Engeland. Het station is eigendom van Network Rail en wordt beheerd door Great Western Railway. Het station is geopend in 1853. Het station is Grade II listed

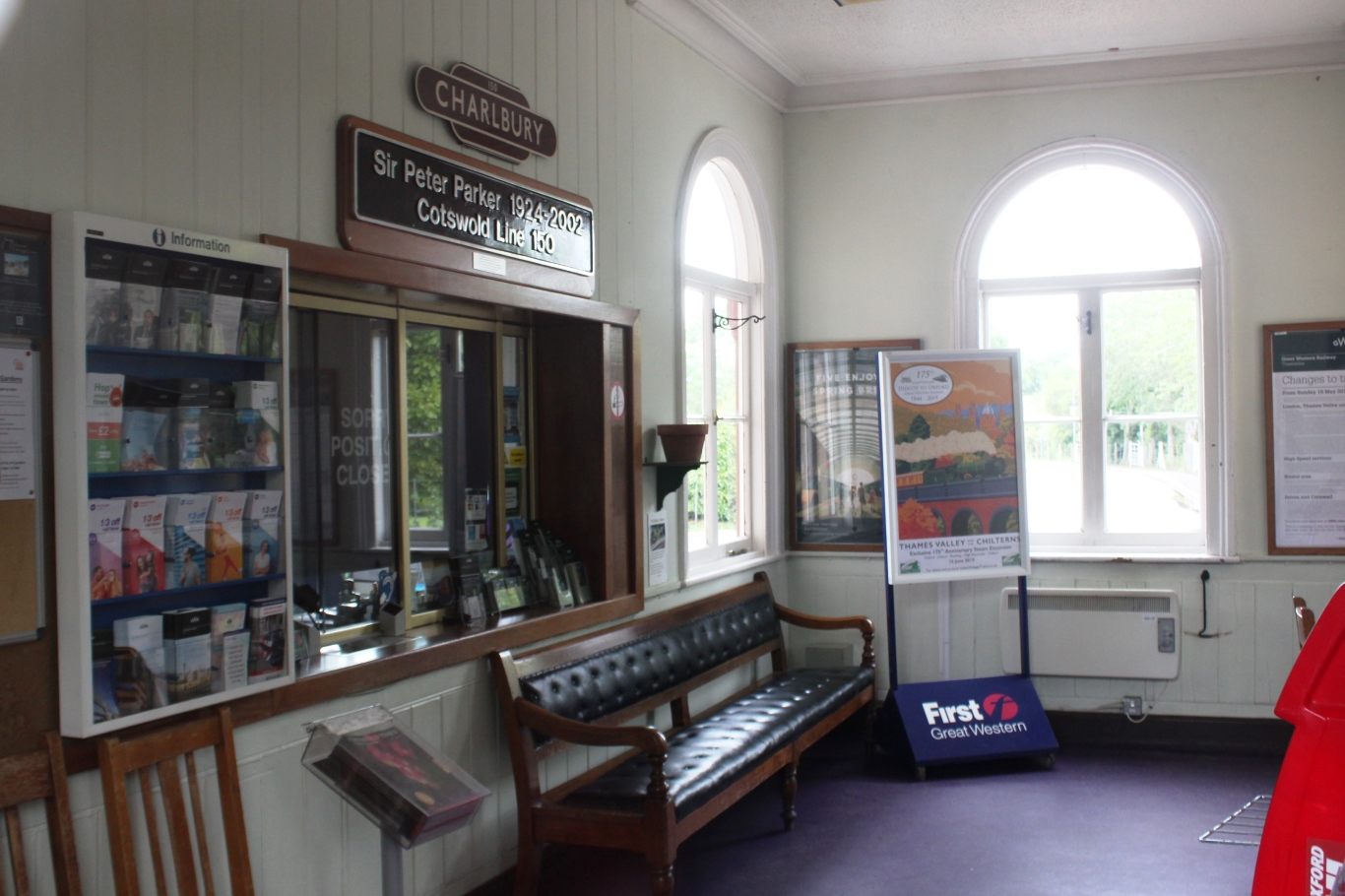
Interieur, 2019